# Ahamedpura, Arsikere
Ahamedpura là một làng thuộc tehsil Arsikere, huyện Hassan, bang Karnataka, Ấn Độ.